# 别利亚耶夫环形山
别利亚耶夫环形山（Belyaev）是月球背面位于莫斯科海西南边沿一座古老大陨坑，约形成于39.2-38.5亿年前的酒海纪，其名称取自苏联宇航员帕维尔·别利亚耶夫（Pavel Belyaev，1925年-1970年），1970年被国际天文学联合会批准接受。

## 描述

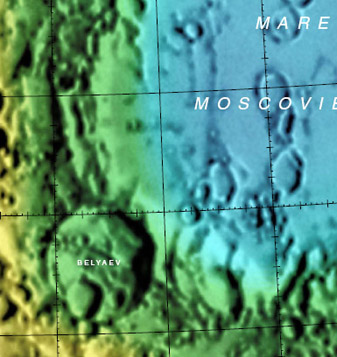
LAC-48 区域图

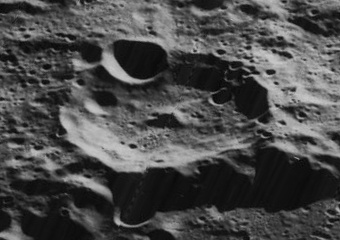
月球轨道器5号拍摄的斜视图

该陨坑位于莫斯科海盆地的内、外环壁之间，西北靠近沙塔洛夫陨石坑、北面毗邻捷列什科娃陨石坑、列昂诺夫陨石坑位于它的东南、东南偏南则坐落了祖冲之环形山。
该陨坑中心月面坐标为23°06′N 143°07′E / 23.10°N 143.11°E，直径55.9公里，深度约2.43公里。
别利亚耶夫环形山的坑壁已明显损毁，西南侧壁上横跨了一座更小的陨石坑。该环形山的坑壁较周边地形高出1180米，内部容积约有2588.8立方千米。碗状的坑底崎岖不平，分布有一些西北-东南走向的小山丘和数座醒目的小陨坑，北部地表略为隆起。中心附近矗立了一座由斜长岩及含85-90%斜长石的辉长-苏长-橄长斜长岩（GNTA1）构成的中央峰。

## 卫星陨石坑
按惯例，最靠近别利亚耶夫环形山的卫星坑将在月图上以字母标注在该坑的中心点旁。

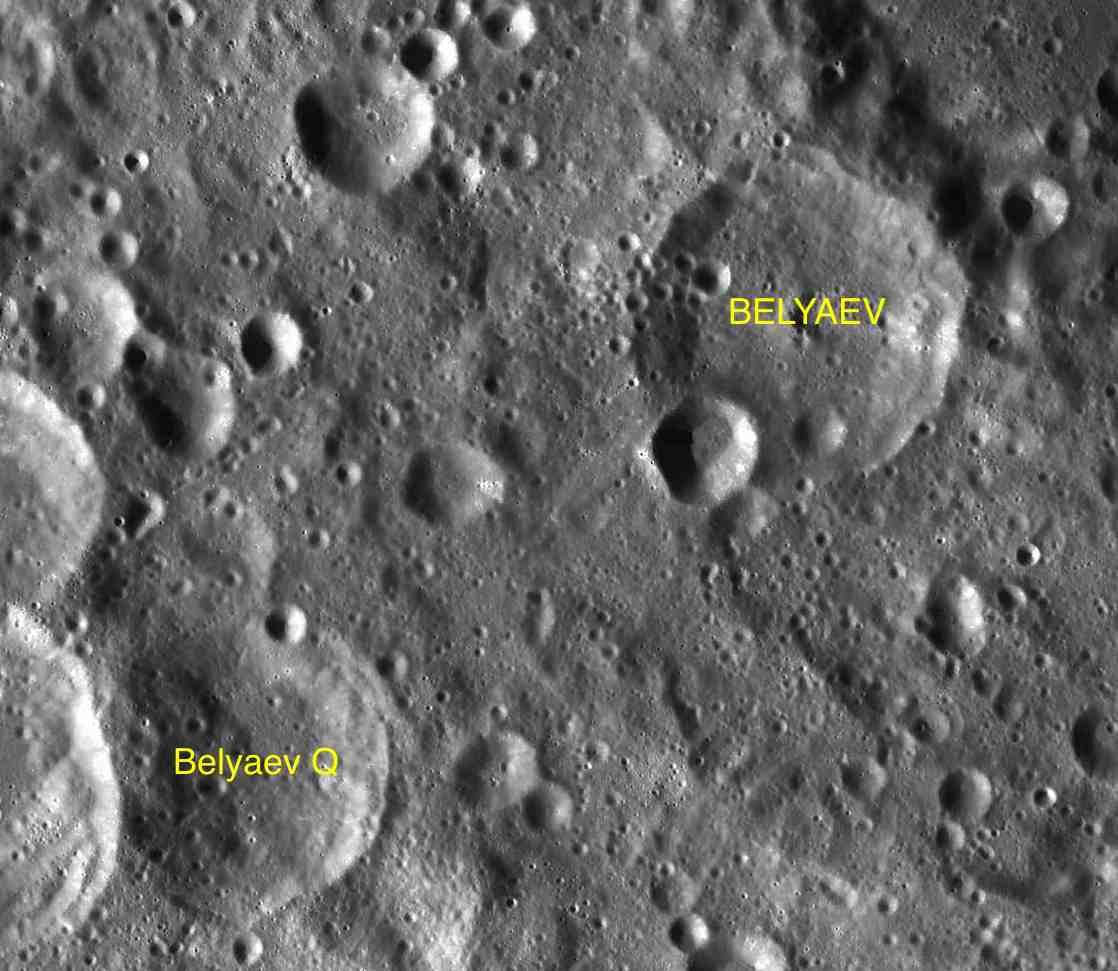
LAC-48 区域图

| 别利亚耶夫 | 纬度    | 经度     | 直径    |
| ---------- | ------- | -------- | ------- |
| Q          | 20.6° N | 139.4° E | 50 公里 |

- 卫星坑别利亚耶夫 Q约形成于酒海纪[1]。

## 另请参阅
- Andersson, L. E.; Whitaker, E. A. . NASA RP-1097. 1982.
- Blue, Jennifer. . USGS. July 25, 2007  [2007-08-05]. （原始内容存档于2012-04-08）.
- Bussey, B.; Spudis, P. . New York: Cambridge University Press. 2004. ISBN 978-0-521-81528-4.
- Cocks, Elijah E.; Cocks, Josiah C. . Tudor Publishers. 1995. ISBN 978-0-936389-27-1.
- McDowell, Jonathan. . Jonathan's Space Report. July 15, 2007  [2007-10-24]. （原始内容存档于2012-05-26）.
- Menzel, D. H.; Minnaert, M.; Levin, B.; Dollfus, A.; Bell, B. . Space Science Reviews. 1971, 12 (2): 136–186. Bibcode:1971SSRv...12..136M. doi:10.1007/BF00171763.
- Moore, Patrick. . Sterling Publishing Co. 2001. ISBN 978-0-304-35469-6.
- Price, Fred W. . Cambridge University Press. 1988. ISBN 978-0-521-33500-3.
- Rükl, Antonín. . Kalmbach Books. 1990. ISBN 978-0-913135-17-4.
- Webb, Rev. T. W.  6th revised. Dover. 1962. ISBN 978-0-486-20917-3.
- Whitaker, Ewen A. . Cambridge University Press. 1999. ISBN 978-0-521-62248-6.
- Wlasuk, Peter T. . Springer. 2000. ISBN 978-1-85233-193-1.